# Page d'écriture
Page d'écriture est un poème de Jacques Prévert paru dans le recueil Paroles en 1946.

## Résumé
Alors qu'un enseignant fait répéter des tables d'additions à sa classe, un oiseau-lyre passe et distrait l'un des enfants. Les nombres eux-mêmes sont perturbés par la musique de l'oiseau, et les éléments de la salle de classe retournent à leur état naturel.

## Présentation
Il s'agit d'un poème de 52 vers, écrit en vers libres non rimés.

### Thèmes
L'enseignement, quand il est rigide et réduit à un apprentissage sans réflexion, est tourné en ridicule.
Le rêve et l'imagination sont mis en valeur par l'arrivée impossible d'un oiseau exotique dont seuls les enfants entendent le chant.
La nature sauvage est préfigurée par la liberté de l'oiseau, qui triomphe à la fin du poème, avec arbres et falaise.

### Procédés stylistiques
La répétition des tables d'additions rythment le début du poème. Le connecteur logique d'opposition « Mais », suivi d'un présentatif et d'une phrase nominale, introduit une rupture. Un hypozeuxe en rythme ternaire reprenant « l'enfant le/l' » et trois verbes est suivi par un autre hypozeuxe binaire. Une phrase interrogative introduit une nouvelle rupture quant au sens des nombres, à l'aide d'une antanaclase sur deux sens du verbe « faire ». L'anaphore de la conjonction de coordination « et » va accompagner le délitement progressif du cours de calcul. La reprise du connecteur « Mais » oppose à la parole du professeur la force de la musique, qui fait s'écrouler les murs de la classe. Les derniers vers reprennent l'anaphore de « et » avec polyptote du verbe « redevenir ». Le mot final, « oiseau », met en valeur l'élément déclencheur de la narration dans le poème.

## Mise en musique
Il a été mis en musique par Joseph Kosma en 1946. La chanson a été interprétée notamment par les Frères Jacques en 1953, et Yves Montand en 1962.
Le compositeur canadien Harry Freedman l'a aussi mis en musique en 1962.

## Album pour enfants
Il a été publié en livre à part, avec des illustrations de Jacqueline Duhême, en 1980.